# Ordonance ze Saint-Cloud
Ordonance ze Saint-Cloud (též Červencové ordonance) je označení pro soubor panovnických nařízení, která 25. a 26. července 1830 podepsal francouzský král Karel X. Jejich vyhlášení bylo bezprostřední příčinou Červencové revoluce.
Ordonance se týkaly čtyř oblastí:
- zavedení cenzury a omezení svobody tisku
- rozpuštění poslanecké sněmovny
- úpravy volebního práva
- vyhlášení nových voleb ve dnech 6. a 18. září 1830